# Nizozemski Antili
Nizozemski Antili so bili avtonomna karibska država, ki je upravno sodila pod Kraljevino Nizozemsko, sestavljali pa sta jo dve skupini otokov v Malih Antilih: Aruba, Curaçao in Bonaire ob obali Venezuele ter Sveti Evstahij (Sint Eustatius) , Saba in St. Martin (Sint Maarten) jugovzhodno od Deviških otokov. Glavno mesto je bil Willemstad na otoku Curaçao.
Otočji poseljujejo predvsem potomci evropskih naseljencev in afriških sužnjev, s katerimi so tu trgovali med 17. in 19. stoletjem. Gospodarstvo obeh otočij je odvisno predvsem od turizma in naftne industrije.
Aruba se je odcepila kot avtonomna država znotraj kraljevine leta 1986, preostanek pa je bil razpuščen 10. oktobra 2010 na podlagi referenduma, na katerem se je večina prebivalstva odločila za reorganizacijo ozemlja. V skladu z rezultati sta Curaçao in Sint Maarten postala ločeni državi (enako kot Aruba), preostali otoki pa so dobili status posebnih občin s tesnejšo upravno povezavo z matično državo.

## Geografska lega
Otoki Nizozemski Antili so del otoške verige Malih Antilov. V tej skupini se območje razprostira preko dveh manjših otoških skupin: severna skupina (del Zavetrnih otokov) iz zahodna skupina (del Zavetrnih Antilov). Noben del te entitete pa se ne nahaja na južnih Privetrni otoki.

### Otoki v okviru Zavetrnih otokov
Ta otoška podregija se nahaja v vzhodnem Karibskem morju, vzhodno od Portorika. Sestavljajo ga trije otoki, skupno imenovani ali poznani kot "SSS otoki":
- Saba (Saba)
- Sint Eustatius (Sveti Evstahij)
- Sint Maarten (južni del otoka Sveti Martin)

Ležijo približno 800 km severo-vzhodno od ABC otokov.

### Otoki v okviru Zavetrnih Antilov
Ta otoška podregija leži v južnem Karibskem morju ob severni obali Venezuele. Sestavljajo jo trije otoki skupno znani kot "ABC otoki":
- Aruba (do 1. januarja 1986)
- Bonaire vključujoč otoček imenovan Klein Bonaire ("Mali Bonaire")
- Curaçao, vključujoč otoček imenovan Klein Curaçao ("Mali Curaçao")

## Zgodovina
Otoke je "odkril" Alonso de Ojeda v poznem 15. stoletju, leta 1634 pa jih je od Špancev prevzela Nizozemska zahodnoindijska družba. Sčasoma so bili otoki večkrat v rokah drugih evropskih sil in so imeli – v različnih sestavah – različne oblike vladanja. Ta kolonialni status se je končal, ko so po osmih letih pogajanj 15. decembra 1954 Nizozemska, Surinam in Nizozemski Antili podpisali listino za Kraljevino Nizozemsko. Surinam je 25. novembra 1975 postal neodvisna država in od takrat je Kraljevina Nizozemska sestavljena iz Nizozemske in Nizozemskih Antilov.
Od 1. januarja 1986 je Aruba pridobila ločen status. To je pomenilo, da je Aruba dobila status dežele znotraj kraljestva. Od tega datuma je Nizozemske Antile sestavljalo samo pet otokov. Hkrati je bilo dogovorjeno, da bo Aruba postala neodvisna 1. januarja 1996 , vendar je bila leta 1994 na zahtevo Arube možnost neodvisnosti za Arubo opuščena.
2. novembra 2006 je bil med Nizozemsko, Curaçaom in Svetim Martinom sklenjen sporazum, na podlagi katerega bi ta dva otoka dobila ločen status znotraj Kraljevine, primerljiv s statusom Arube. Že prej so bili sklenjeni dogovori, da bi Saba, Sveti Evstahij in Bonaire dobili status javnih subjektov, primerljiv statusu nizozemske občine. Pod določenimi pogoji bo nizozemska zakonodaja nadomestila antilsko zakonodajo. Prebivalci lahko odslej glasujejo za Predstavniški dom Nizozemske in Evropski parlement. Curaçao in Sveti Martin ohranjata svojo zakonodajo. Obstajalo bo skupno sodišče za Nizozemsko, Curaçao in Sveti Martin. Nizozemska je prevzela dolgove Antilov (4 milijarde antilskih guldnov). V zameno otoki niso več smeli najemati posojil. Nizozemski Antili naj bi 15. decembra 2008 razpadli kot dežela v Kraljevini. Vendar so odhod podaljšali. Ministrica Sarah Wescot-Williams iz Svetega Martina je želela, da bi bil naslednji končni datum začetek leta 2010, vendar se Nizozemska ni strinjala.  1. septembra 2009 je Saba sporočila, da želi nemudoma zapustiti Nizozemske Antile, ker ne želi več čakati na razvoj dogodkov glede ukinitve Nizozemskih Antilov.   Vendar pa je bilo po besedah takratne državne sekretarke Ank Bijleveld za odnose s kraljestvom pravno nemogoče, da bi Saba takrat zapustila Antile. 
Med političnimi posvetovanji, ki so potekala v Curaçau 30. septembra 2009 med državno sekretarko za odnose s Kraljevino Ank Bijleveld in odgovornimi politiki Nizozemskih Antilov in posameznih otokov, je bilo odločeno, da bodo Nizozemski Antili 10. oktobra razpadli kot država. 2010.Curaçao in Sveti Martin sta od tega datuma postala neodvisni državi v Kraljevini; Bonaire, Sveti Evstahij in Saba pa postanejo posebne nizozemske občine.10. oktobra 2010 (po lokalnem času) so bili Nizozemski Antili razpuščeni kot država.